# Drepturile de difuzare ale Campionatului European de Fotbal 2012
Aceasta este o listă a deținătorilor drepturilor de difuzare a Campionatului European de Fotbal 2012, competiție organizată în Ucraina și Polonia între 8 iunie și 1 iulie 2012. Uniunea Europeană de Radiodifuziune și Sportfive sunt agenții responsabili pentru vânzarea drepturilor de difuzare în Europa și regiunea Asia-Pacific. De asemenea, Eurosport a asigurat drepturile de difuzare a meciurilor în reluare în 58 de țări europene.

## Radio
Lista de mai jos cuprinde posturile de radio care au cumpărat drepturile de difuzare ale meciurilor.